# Lestricus secalis
Lestricus secalis is een insect dat behoort tot de familie van de schildwespen (Braconidae). De wetenschappelijke naam werd gepubliceerd in 1758 door Carl Linnaeus in de tiende editie van Systema naturae.